# Stemma di Gerusalemme
Lo stemma della città di Gerusalemme è formato da uno scudo con un leone di Giuda rampante; lo sfondo rappresenta il Muro Occidentale, mentre il ramo d'ulivo rappresenta la pace. L'iscrizione sopra lo scudo è il nome di Gerusalemme in lingua ebraica (יְרוּשָׁלַיִם, Yerushalayim).
Lo stemma fu progettato nel 1950 da Eliyahu Koren, direttore e fondatore del dipartimento di grafica del Fondo Nazionale Ebraico, che vinse il concorso indetto da Gershon Agron poco dopo la fondazione dello Stato di Israele e rivolto a tutti i progettisti grafici del paese.